# Christoffer Remmer
Christoffer Kongsted Remmer (* 16. Januar 1993 in Hvidovre) ist ein dänischer Fußballspieler. Er steht seit 2024 in seiner Heimat bei BK Frem Kopenhagen unter Vertrag. Er lief auch für die dänischen Nachwuchsnationalmannschaften auf.

## Karriere

### Verein
Remmer entstammt der Jugendakademie des FC Kopenhagen und debütierte am 4. August 2012 beim 2:1-Auswärtssieg am vierten Spieltag der Superliga-Saison 2012/13 gegen Esbjerg fB im Profifußball. In seiner ersten Saison als Spieler der Profimannschaft kam er zu zwei Einsätzen im dänischen Pokalwettbewerb sowie vier in der Liga. Zum Ende dieser Saison und in der Saison 2015/16 gewann Remmer mit dem FC Kopenhagen die dänische Meisterschaft. Außerdem spielte er mit dem FCK in der UEFA Champions League sowie in der UEFA Europa League.
Im August 2016 wechselte Remmer nach Norwegen zu Molde FK und kam im restlichen Saisonverlauf zu neun Punktspieleinsätzen; Molde FK belegte zum Ende der Saison den fünften Tabellenplatz. In der Saison 2017 wurde Remmer mit Molde FK Vizemeister.

### Nationalmannschaft
Remmer kam zu zwei Einsätzen für die dänische U16-Nationalmannschaft, sieben für die U18-Nationalelf, 15 für die U19-Auswahl, fünf für die U20 und elf für die U21. Bei der U21-Europameisterschaft 2015 in Tschechien gehörte er zum dänischen Kader, kam allerdings zu keinem Einsatz.